# ケップ州
ケップ州（ケップしゅう、クメール語表記：クメール語: ក្រុងកែប, ラテン文字表記： Krong Kep ）はカンボジアの州の一つである。日本語ではケップあるいはカエップと表記されるが、クメール語発音ではカエップに近い音である。市名はフランス語の Le Cap （半島）にちなんだものといわれているが、この地で敵軍に追われた魔術師が Kep Seh （鞍）を取り落としたまま逃げたことにちなむという伝承もある。

## 地勢
ケップは、ベトナムとの国境からは40kmほどの道のりのカンボジア南部に位置し、南はタイランド湾に面し、残る三方をカンポット州に取り囲まれている。
カンポット州やシアヌークビルとは良く舗装された国道33号線でつながっている。プノンペンからは、カンポット州を経由する国道3号線を経由すれば170km余りであり、タケオ州を経由する国道2号線でも来ることができるほか、Damnak Chang'aeur 区内の駅まで線路が敷設されている。ココン州、シアヌークビル及びベトナムとの間に航路が開かれている。
ケップには、面積は小さいが、変化に富んだ自然がある。海に突き出した小さな半島を横切る小高い丘があり、森林と砂浜が広がっている。内陸部には水田が広がっている。半島からはベトナムが実効支配する フーコック島を望むことができる。

## 気候
最高気温は摂氏30度、最低気温は摂氏23度、年間平均降水量は1,800mmである。

## 人口動態
2004年現在、ケップの人口は36,592人で、20州4特別市中23位であり、全国民（13,542,400人）の0.3%に当たる。5歳未満の乳幼児人口は4251人で、人口の12%（全国平均は12%）に当たる。女性は人口の50%（全国平均は52%）を占める。世帯数は8,402世帯で、1世帯当たりの構成員数は4.4人（全国平均は5.1人）である。生産年齢（15歳以上65歳以下）人口に対する非生産年齢人口の比率は79%（全国平均は74%）である。
国際連合世界食糧計画によれば、2005年版国際児童栄養標準と比較して、ケップの児童栄養欠乏率は中程度からかなり高度に悪化しつつある（ただし、信頼性は限定的）。また、国際連合食糧農業機関によれば、2001年から2006年のケップにおける年間粗死亡率（全死亡数の全人口に対する割合）は推計で1.1%であり、2000年の1歳未満の乳児死亡率は推計で10.0%（20州4特別市中9位）、5歳未満の乳幼児死亡率は推計で12.4%（20州4特別市中13位）であった。2000年と2005年とを比較すると、5歳未満の乳幼児の発育不良、低体重及び消耗性疾患はいずれも大きく減少している。
その他の生活水準に関する情報は、カンポット州の記事も参照されたい。

## 歴史
小さなケップ半島は、丘と海の対照が織りなす自然美に恵まれ、いつの時代にも多くの人々を魅了してきた。フランス保護領カンボジア時代の1908年には、フランス植民地の指導層が、ケップを本国の温泉地に見立てて Kep-sur-Mer と呼ぶことにした。カンボジアの上流階級もフランス人の発想を受け継ぎ、前国王シアヌークも、ある丘の上にタイランド湾を見晴らす別荘を建てた（だが、家具を備え付ることはなく、現在も空っぽのままである。）。
時代が変わり、クメール・ルージュが国を支配するようになると、ケップは放棄されてどの屋敷も破壊され、弾丸や爆弾の跡が残るがれきの御殿になってしまった。
暗い内戦の時代が終わると、ケップは以前の地位を取り戻し、カンボジア有数の観光地になっている。このところ、ケップでは中流階級向けのぜいたくなゲストハウスやバンガローが開業したり建設中であり、ちょっとしたルネッサンスが起こっているようにも思われる。

## 産業
カンボジア開発評議会（カンボジア王国政府機関）の2005年版投資基礎情報によれば、現状は次のとおりである。

### 農漁業
耕作面積は合計約6,300haであり、そのうち米作面積が約2,910ha（単位面積当たり収量2.07トン／ha）を占める。灌漑施設は9か所で、供給能力は約3,786haある。畜産業としては、牛が10,000頭余り、豚が6,000頭余り、家禽が30,000頭余り飼育されている。
漁獲量は約790トンである。

### 産業基盤
ケップへの交通の便については、前述を参照されたい。プノンペンまでの陸送料金の相場は1人当たり7,000リエルである。電力は、潜在的供給能力が250kVA、発電能力が200kVA、料金は1kWh当たり1,000リエルである。
携帯電話は、国内主要3事業者のいずれも Kep 区内でサービスを提供している。1分当たりの通話料金は、市内通話が0.04〜0.11米ドル、国際通話が0.8〜1.8米ドルである。
高等学校は3か所（生徒数は約1,434人）にある。リファーラル（referral、転院患者受入れ能力を有する）病院は1か所（54床）ある。
発電及び上水施設の整備、輸送施設の整備が優先課題とされている。

## 観光資源
この街はまだ華麗なる往年の名残をとどめている。海岸沿いには広い歩道と今となってはかなり場違いにも思われる大きな彫像がある。ケップの浜辺はほとんどがマングローブと黒い岩であり、シアヌークビルのような白い砂浜は少ないが、Ton Say 島 (Rabbit Island) までは船に乗ればすぐ着く。街では魚介類（特にカニ）が安くて豊富でうまい。また、ケップは広大な国立公園観光の拠点でもある。
ホテルは1か所（19室）、ゲストハウスは10か所（78室）ある。ケップ沿海には、ジュゴン、ウミガメ、ウミイルカといった絶滅危惧種も生息している。
- Angkol 海岸 - Damnak Chang'aeur 区 Angkaol 郡 Angkoul 村
- カジノ
- Kdam 市場 - Kep 区 Prey Thum 郡 Thmei 村
- Kep 海岸 - Kep 区 Prey Thum 郡 Thmei 村
- Puor 島 - Kep 区 Kep 郡の島
- Ton Say 島 - 面積2km2の島。白い砂浜で遠浅の海水浴場が2か所ある。島名は戦に負けた Sa Kor Reach 王の軍が当地で散り散りになった (Rum Say) ことにちなむといわれる。かつてはリゾート地として栄えたが、内戦によって破壊された。
- Sar Sear 丘リゾート - 3つの小高い丘が連なる。地名は当時島であった当地の山裾を Sa Kor Reach 王がこっそり移動して (Sar Sear) 逃げたことにちなむといわれる。博物館、洞窟内の仏教遺跡、仏舎利を納めたストゥーパ、パゴダなどがある。
- 塩田 - 海岸沿いに広がっている。
- Samot Reangsey 寺 - 歴史的建造物
- 動物園 - Kep 区 Prey Thum 郡 Thmei 村

## 行政
ケップ州は、2区、5郡、16村に区画される。
- 2301 Damnak Chang'aeur 区
  - 230101 Angkaol 郡
    - Ampeaeng 村
    - Tuol Srangam 村
    - Kaoh Saom 村
    - Angkoul 村

  - 230102 Ou Krasar 郡
    - Ou Krasar 村
    - Damnak Chambak 村

  - 230103 Pong Tuek 郡
    - Ou Doung 村
    - Prey Ta Koy 村
    - Phnum Leav 村
    - Rones 村
    - Chamka Bei 村
- 2302 Kep (Kaeb) 区
  - 230201 Kep (Kaeb) 郡
    - Kep (Kaeb) 村
    - Kaev Krasang 村

  - 230202 Prey Thum 郡
    - Damnak Chang'aeur 村
    - Kampong Tralach 村
    - Thmei 村

市庁舎は Kep 区 Kep 郡に置かれている。